# Зингер, Хайке
Ха́йке Зи́нгер (нем. Heike Singer; 14 июля 1964, Родевиш) — немецкая гребчиха-байдарочница, выступала за сборную ГДР во второй половине 1980-х годов. Чемпионка летних Олимпийских игр в Сеуле, трёхкратная чемпионка мира, обладательница серебряной медали международного турнира «Дружба-84», многократная победительница регат национального значения.

## Биография
Хайке Зингер родилась 14 июля 1964 года в городе Родевиш. Активно заниматься греблей начала в раннем детстве, проходила подготовку в Берлине, состояла в местном спортивном клубе «Берлин-Грюнау». Первого серьёзного успеха добилась в 1983 году, попав в основной состав национальной сборной ГДР.
Как член сборной в 1984 году должна была участвовать в Олимпийских играх в Лос-Анджелесе, однако страны социалистического лагеря по политическим причинам бойкотировали эти соревнования, и вместо этого она выступила на альтернативном турнире «Дружба-84» в Восточном Берлине, где тоже имела успех, в частности вместе с партнёршами по команде Биргит Фишер, Карстой Кюн и Катрин Гизе в полукилометровой гонке четвёрок получила серебряную медаль, пропустив вперёд лишь команду СССР.
В 1985 году Зингер побывала на чемпионате мира в бельгийском Мехелене, откуда привезла награду золотого достоинства, выигранную в зачёте четырёхместных байдарок на дистанции 500 метров. Благодаря череде удачных выступлений удостоилась права защищать честь страны на летних Олимпийских играх 1988 года в Сеуле — совместно с напарницами Биргит Фишер, Анке Нотнагель и Рамоной Портвих обогнала всех соперниц в полукилометровой гонке и завоевала тем самым золотую олимпийскую медаль.
После сеульской Олимпиады Хайке Зингер осталась в основном составе национальной сборной ГДР и продолжила принимать участие в крупнейших международных регатах. Так, в 1989 году она выступила на чемпионате мира в болгарском Пловдиве и стала здесь чемпионкой сразу в двух дисциплинах: в пятисотметровом зачёте двоек и четвёрок. За выдающиеся спортивные достижения награждена золотым орденом «За заслуги перед Отечеством» (1988).